# 2013 JH65
22013 JH65, também escrito como 2013 JH65, é um objeto transnetuniano que está localizado no Cinturão de Kuiper, uma região do Sistema Solar. Este corpo celeste é classificado como um plutino, pois, o mesmo está em uma ressonância orbital de 2:3 com o planeta Netuno. Ele possui uma magnitude absoluta de 9,4 e tem um diâmetro estimado de 58 km.

## Descoberta
2013 JH65 foi descoberto no dia 8 de maio de 2013 pelo Outer Solar System Origins Survey.

## Órbita
A órbita de 2013 JH65 tem uma excentricidade de 0,288 e possui um semieixo maior de 39,388 UA. O seu periélio leva o mesmo a uma distância de 28,062 UA em relação ao Sol e seu afélio a 50,713 UA.